# Stinky
Stinky (på finska Haisuli) är en litterär figur i Tove Janssons sagovärld Mumindalen. Stinky är mycket hårig och luktar illa. Han äter det mesta, bland annat muminhusets möblemang. 
Stinky är en liten och vresig varelse som hela tiden hittar på rackartyg. Han kan beskrivas som en skurk eftersom han är oärlig och njuter av att sabotera och förstöra för andra. Han brukar ofta lura invånarna i Mumindalen och stjäla saker av dem, i synnerhet värdefulla saker. Stinky åker alltid fast för sina busstreck och han sitter ofta i fängelse. Men ofta tycks han nästan trivas med sin tillvaro i fängelset.
Eftersom Stinky beter sig illa blir han aldrig bjuden på kalas, men på något konstigt sätt uppenbarar han sig ändå alltid som objuden gäst. Trots att Stinky ställer till med mycket förtret, tycker muminfamiljen att det är ganska charmigt att känna en riktig skurk. Stinky är ändå inte genomelak och hjälper ibland andra, förutsatt att han själv tjänar på det. 
Tove Jansson skapade Stinky för dagsstrippserien i Londontidningen The Evening News, år 1954. Den enda Muminboken han är med i är bilderboken Skurken i muminhuset, men han hade en återkommande roll i den japanska animerade TV-serien I Mumindalen.
År 2025 ansåg Brooklyn Public Library, där utställningen Tove Jansson and the Moomins: The door is always open visades, att Stinky skulle kunna uppfattas som en rasistisk symbol. Stinky lyftes därför ut ur utställningen. De bakomliggande orsakerna kring varför karaktären bedömdes som rasistisk är inte helt klarlagda.

## Avsnitt avI Mumindalendär Stinky medverkar
- Det osynliga barnet, del 1 (#9)
- Det osynliga barnet, del 2 (#10)
- Snorken flyger (#11)
- Fru Filifjonk flyttar till Mumindalen (#14)
- Prinsessan av Mumindalen (#15)
- Möte med marsmänniskor (#16)
- Muminpappan längtar efter äventyr (#17)
- Muminfamiljen bor i en djungel (#19)
- Muminfamiljen räddar vilddjur (#20)
- Var dröjer Snusmumriken? (#24)
- Snorkens flygande skepp (#31, visades inte på svenska)
- Guldfisken (#32)
- Anden i lampan (#33)
- Solförmörkelsen (#42)
- Att bygga ett hus (#45)
- Den varma källan (#47)
- Lek med bubblor (#48)
- Jättepumpan (#49)
- Rösten inifrån trädet (#50, visades inte på svenska)
- Mymlans diamant (#54)
- Muminpappans stormiga ungdom (63)
- En underbar present (#74)
- Drottningsmaragden (#75)